# Vestia foetida
Vestia foetida là loài thực vật có hoa trong họ Cà. Loài này được Hoffmanns. miêu tả khoa học đầu tiên.